# 29. šahovska olimpijada
29. šahovska olimpijada je potekala leta 1990 v Novem Sadu (SFRJ).
Sovjetska zveza je osvojila prvo mesto, ZDA drugo in Anglija tretje.
Sodelovalo je 636 šahistov v 108 reprezentancah; odigrali so 3.020 partij.